# غوران تشم شاهيوند (مقاطعة دورة)
غوران تشم شاهيوند (بالفارسية: گوران چم شاهیوند) هي قرية تقع في قسم كشكان الريفي (مقاطعة دورة) في إيران. يقدر عدد سكانها بـ 34 نسمة بحسب إحصاء 2016.